# Rob Crossan
Rob Crossan (ur. 13 marca 1968 w Barrie) – kanadyjski narciarz alpejski, dwukrotny olimpijczyk.

## Kariera
Jego pierwsze zanotowane wyniki na arenie międzynarodowej to Mistrzostwa Świata Juniorów 1991 w Saalbach-Hinterglemm. Zajął wtedy 10. miejsce w kombinacji. Na mistrzostwach świata startował jeszcze raz, w 1993 roku na mistrzostwach w Morioce. Wystartował wtedy jedynie w slalomie, zajmując 13. miejsce. Debiut, i od razu pierwsze punkty w zawodach Pucharu Świata zaliczył 15 grudnia 1992 roku we włoskiej Madonnie di Campiglio. Zajął wtedy 25. miejsce w slalomie. Najlepiej sobie radził w sezonie 1993/1994, kiedy to z dorobkiem 41 punktów zajął 92. miejsce w klasyfikacji generalnej.
Dwukrotnie startował na zimowych igrzyskach olimpijskich: na Zimowych Igrzyskach Olimpijskich 1992 w Albertville oraz na Zimowych Igrzyskach Olimpijskich 1994 w Lillehammer. Najlepszy wynik osiągnął w kombinacji na pierwszych igrzyskach, plasując się na 12. miejscu.

## Osiągnięcia

### Igrzyska olimpijskie
| Miejsce | Dzień     | Rok  | Miejscowość | Konkurencja | Czas biegu  | Strata   | Zwycięzca            |
| ------- | --------- | ---- | ----------- | ----------- | ----------- | -------- | -------------------- |
| 12.     | 11 lutego | 1992 | Albertville | Kombinacja  | ?           | ?        | Josef Polig          |
| DNF1    | 16 lutego | 1992 | Albertville | Supergigant | -           | -        | Kjetil André Aamodt  |
| 35.     | 18 lutego | 1992 | Albertville | Gigant      | 2:18,57 min | +11,59 s | Alberto Tomba        |
| 20.     | 22 lutego | 1992 | Albertville | Slalom      | 1:49,86 min | +5,47 s  | Finn Christian Jagge |
| 20.     | 23 lutego | 1994 | Lillehammer | Gigant      | 2:56,10 min | +3,64 s  | Markus Wasmeier      |
| DNF2    | 27 lutego | 1994 | Lillehammer | Slalom      | -           | -        | Thomas Stangassinger |

### Mistrzostwa świata
| Miejsce | Dzień       | Rok  | Miejscowość          | Konkurencja | Czas biegu  | Strata  | Zwycięzca           |
| ------- | ----------- | ---- | -------------------- | ----------- | ----------- | ------- | ------------------- |
| 10.     | 30 stycznia | 1991 | Saalbach-Hinterglemm | Kombinacja  | ?           | ?       | Stephan Eberharter  |
| 13.     | 13 lutego   | 1993 | Morioka              | Slalom      | 1:42,08 min | +1,75 s | Kjetil André Aamodt |

### Puchar Świata

#### Miejsca w klasyfikacji generalnej
- 1992/1993: 101.
- 1993/1994: 92.
- 1994/1995: 98.